# Jérémy Fernandez
Pour les articles homonymes, voir Fernandez.
Pas d'image ? Cliquez ici

a Compétitions nationales et continentales officielles uniquement.

Dernière mise à jour le 8 novembre 2024.
Jérémy Fernandez, né le 15 mai 1997 à Mazamet, est un joueur français de rugby à XV. Il évolue au poste de demi de mêlée au Castres olympique en Top 14.

## Biographie

### Jeunesse et formation
Jérémy Fernandez naît à Mazamet. Son père a notamment joué au rugby à XV dans cette ville tout comme son frère, il commence lui aussi ce sport au sein de l'école de rugby du SC Mazamet, où il côtoie notamment Thomas Ramos et est entrainé par le père de ce dernier, à partir de ses cinq ans jusqu'à ses sept ans car le club arrête sa catégorie d'âge. Ne désirant pas jouer avec la tranche d'âge supérieure, il rejoint ensuite l'Aviron castrais durant cinq années, puis le Castres olympique à partir de 2009 où il intègre par la suite son centre de formation,,.
Il est tout d'abord formé au poste de demi d'ouverture jusqu'en espoirs où il est ensuite déplacé à la position de demi de mêlée.

### Carrière en club
En début de saison 2019-2020, il est intégré petit à petit avec le groupe professionnel du Castres olympique, à la suite de sa bonne saison précédente avec les espoirs, pour s'entrainer mais continue de jouer avec ces derniers en raison de la concurrence de Rory Kockott et de Ludovic Radosavljevic, deux joueurs expérimentés, à son poste de demi de mêlée. Finalement, il obtient sa chance lorsqu'il est inscrit pour la première fois sur une feuille de match, en tant que titulaire, lors d'un match de Challenge européen face aux Dragons où son équipe s'incline cependant 31 à 17. Il dispute trois autres rencontres en tant que remplaçant dans la compétition et inscrit son premier essai en professionnel face au club russe d'Enisey-STM, contribuant à la victoire des siens tout en inscrivant l'essai synonyme de bonus offensif en fin de rencontre. En janvier, il fait ses premiers pas en Top 14 face au RC Toulon en tant que titulaire. Au total, il dispute cinq rencontres et inscrit un essai pour sa première saison professionnelle. À la fin de la saison, il signe son premier contrat professionnel avec son club formateur.
Lors de la saison 2020-2021, il voit le départ de Ludovic Radosavljevic, remplacé par la concurrence nouvelle de Santiago Arata à son poste. À la suite d'une blessure de Rory Kockott en milieu de saison, il gagne en temps de jeu et est désigné comme le potentiel successeur de ce dernier,. Il inscrit son premier essai en Top 14 face à l'ASM Clermont en janvier. Durant la saison, il joue onze rencontres, dont trois titularisations, et inscrit un essai. Lors de l'été 2021, il reçoit la récompense de Meilleur jeune Tarnais, par le comité du Tarn, pour la saison 2019-2020, il ne reçoit cette récompense qu'en 2021 à cause de la pandémie de Covid-19.
En août 2021, il est retenu par son club pour participer à la première étape du Supersevens 2021 se déroulant à Aix-en-Provence. Durant la saison 2021-2022, il se partage le temps de jeu avec ses deux coéquipiers tout au long de la saison et se fait petit à petit une place importante au sein de l'effectif castrais,. Début janvier, il signe une prolongation jusqu'en 2025 avec son club formateur. Le même mois, il est nommé capitaine de son club pour la première fois lors d'une rencontre de Coupe d'Europe face aux Harlequins. En avril, il est titularisé face au Stade toulousain, il est alors l'auteur d'une prestation convaincante où il marque notamment sa première pénalité, face au vent et à longue distance, en professionnel et contribue à la victoire des siens 19 à 13 à domicile,. En fin de saison régulière, son équipe est classée à la première place du Top 14, une première dans l'histoire du club, et se qualifie donc pour les phases finales, auxquelles il participe donc pour la première fois. Il est alors remplaçant de Santiago Arata durant ces dernières, mais son club s'incline sévèrement en finale face au Montpellier HR sur le score de 29 à 10.
La saison 2022-2023 voit le départ à la retraite de l'emblématique Rory Kockott conforter la place de deuxième demi de mêlée de l'effectif de Jérémy Fernandez. Cependant, il se blesse gravement dès le mois de septembre face au CA Brive, il n'est cependant pas remplacé directement et joue une dizaine de minutes blessé, et souffre d'une rupture des ligaments croisés du genou gauche, le rendant indisponible de nombreux mois. Il fait son retour six mois plus tard, un retour jugé très rapide par la médecine, en mars face au Stade toulousain. Puis, il participe aux cinq derniers matchs de la saison et inscrit notamment un essai lors de la dernière journée face à l'USA Perpignan,. Cette saison-là, il dispute neuf rencontres, dont cinq en tant que titulaire et inscrit un essai.
En début de saison 2023-2024, il est le titulaire du club à son poste en l'absence de Santiago Arata qui dispute la Coupe du monde 2023 avec sa sélection,. Titulaire sur la fin de saison, face au Stade français Paris il se montre décisif en inscrivant un essai et cinq coups de pied sur sept tentés lors de la victoire 27 à 18 des siens où il est également capitaine durant la rencontre. Pendant la saison, il réalise un exercice plein avec vingt-neuf rencontres disputées, quinze comme titulaire, huit essais marqués pour un total de cinquante-neuf points.
Mi-septembre 2024, il prolonge pour trois saisons supplémentaires avec son club formateur.

## Statistiques en club
| Saison                  | Club                    | Championnat | Championnat | Championnat | Championnat | Championnat | Championnat | Championnat | Compétitions de l'EPCR | Compétitions de l'EPCR | Compétitions de l'EPCR | Compétitions de l'EPCR | Compétitions de l'EPCR | Compétitions de l'EPCR | Compétitions de l'EPCR |
| Saison                  | Club                    | Compétition | M           | Pts         | Ess.        | Tr.         | Pén.        | Dp.         | Compétition            | M                      | Pts                    | Ess.                   | Tr.                    | Pén.                   | Dp.                    |
| ----------------------- | ----------------------- | ----------- | ----------- | ----------- | ----------- | ----------- | ----------- | ----------- | ---------------------- | ---------------------- | ---------------------- | ---------------------- | ---------------------- | ---------------------- | ---------------------- |
| 2019-2020               | Castres olympique       | Top 14      | 1           | 0           | 0           | 0           | 0           | 0           | Challenge européen     | 4                      | 5                      | 1                      | 0                      | 0                      | 0                      |
| 2020-2021               | Castres olympique       | Top 14      | 9           | 5           | 1           | 0           | 0           | 0           | Coupe d'Europe         | 2                      | 0                      | 0                      | 0                      | 0                      | 0                      |
| 2021-2022               | Castres olympique       | Top 14      | 23          | 8           | 1           | 0           | 1           | 0           | Coupe d'Europe         | 1                      | 0                      | 0                      | 0                      | 0                      | 0                      |
| 2022-2023               | Castres olympique       | Top 14      | 9           | 5           | 1           | 0           | 0           | 0           | Champions Cup          | -                      | -                      | -                      | -                      | -                      | -                      |
| 2023-2024               | Castres olympique       | Top 14      | 25          | 52          | 7           | 4           | 3           | 0           | Challenge Cup          | 4                      | 7                      | 1                      | 1                      | 0                      | 0                      |
| 2024-2025               | Castres olympique       | Top 14      | 7           | 56          | 1           | 9           | 11          | 0           | Champions Cup          | -                      | -                      | -                      | -                      | -                      | -                      |
| Total Castres olympique | Total Castres olympique | Top 14      | 74          | 126         | 11          | 13          | 15          | 0           | Compétitions EPCR      | 11                     | 12                     | 2                      | 1                      | 0                      | 0                      |

## Palmarès
- Finaliste du Championnat de France en 2022 avec le Castres olympique.